# Föhringer Ring
Der Föhringer Ring ist eine etwa 2,7 km lange Straße am nördlichen Rand Münchens. Sie führt durch den Stadtteil Freimann sowie durch den Süden der Gemeinde Unterföhring und ist ein Teilstück des Äußeren Rings. Die Straße ist Teil der Staatsstraße 2088.

## Beschreibung
Der Föhringer Ring verläuft vom Frankfurter Ring bis zur Effnerstraße. Er beginnt an der Hochbrücke Freimann und durchschneidet von dort in östlicher Richtung den Englischen Garten. Über die Herzog-Heinrich-Brücke überquert er die Isar. Auf deren Ostseite läuft er durch das Gemeindegebiet von Unterföhring. Am Übergang zur Effnerstraße liegt die Basispyramide Unterföhring, von der aus zu Beginn des 19. Jahrhunderts die topographische Vermessung Bayerns ihren Ausgang nahm.
Am Föhringer Ring liegen die Beach Arena, das Max-Planck-Institut für Physik, der Tennisverein MTTC Iphitos, sowie der Biergarten Aumeister. Südlich befindet sich die Studentenstadt Freimann bzw. der Nordteil des Englischen Gartens. Nördlich liegt ein Betriebsgelände des Bayerischen Rundfunks, nordöstlich das Heizkraftwerk Nord.
Der vierspurige Ausbau des Föhringer Rings ist im Gang.

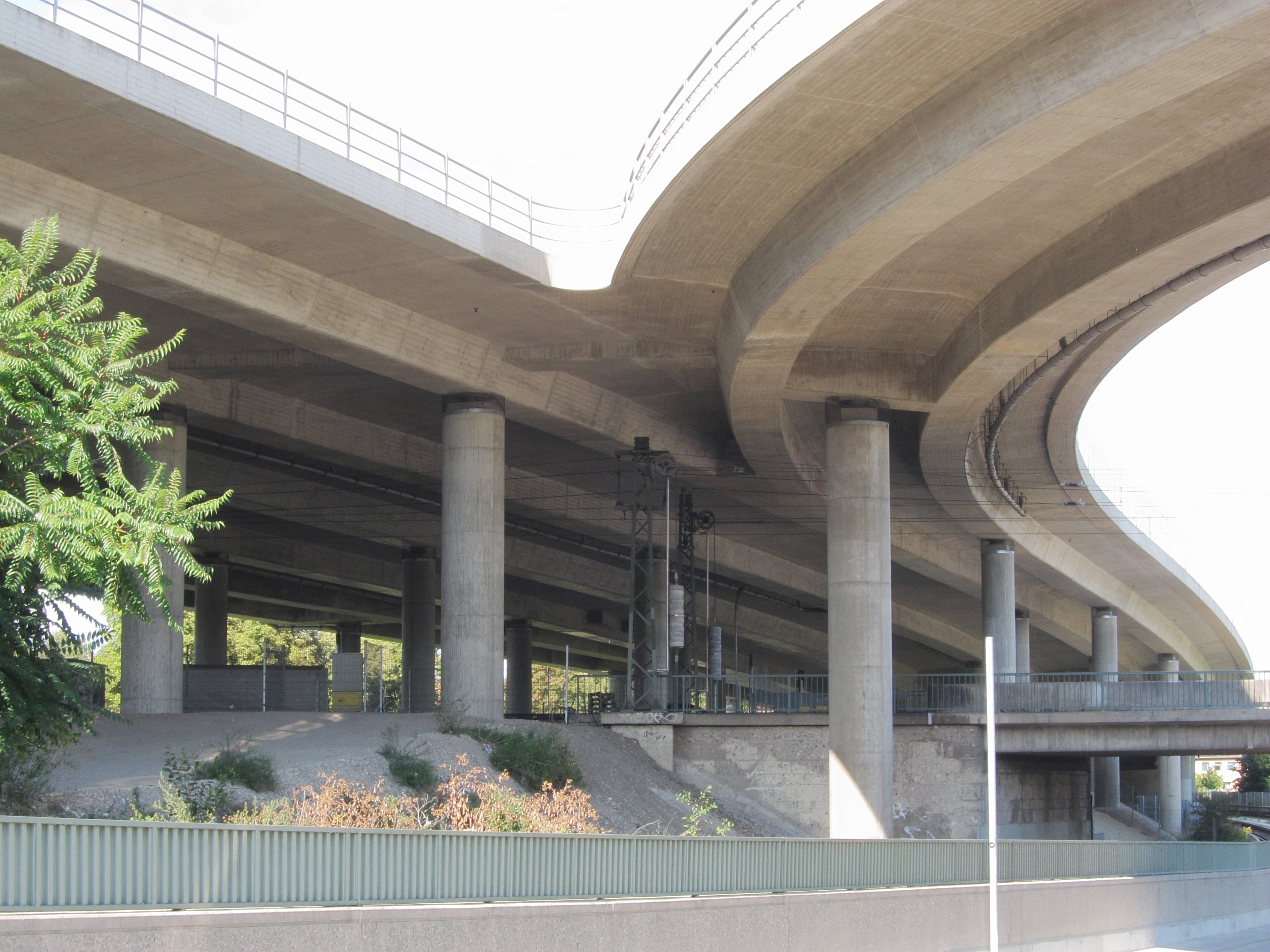
Hochbrücke Freimann
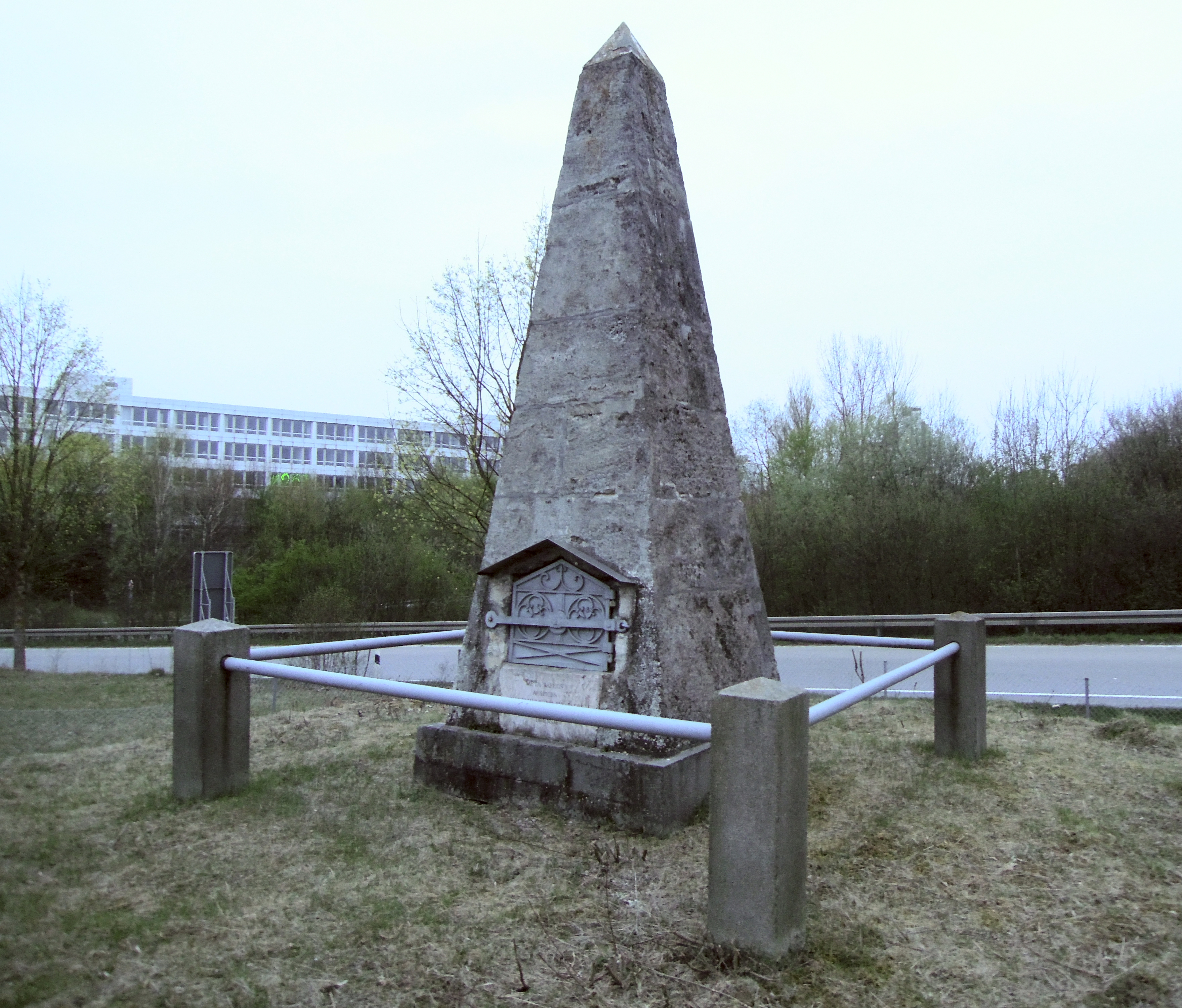
Basispyramide Unterföhring
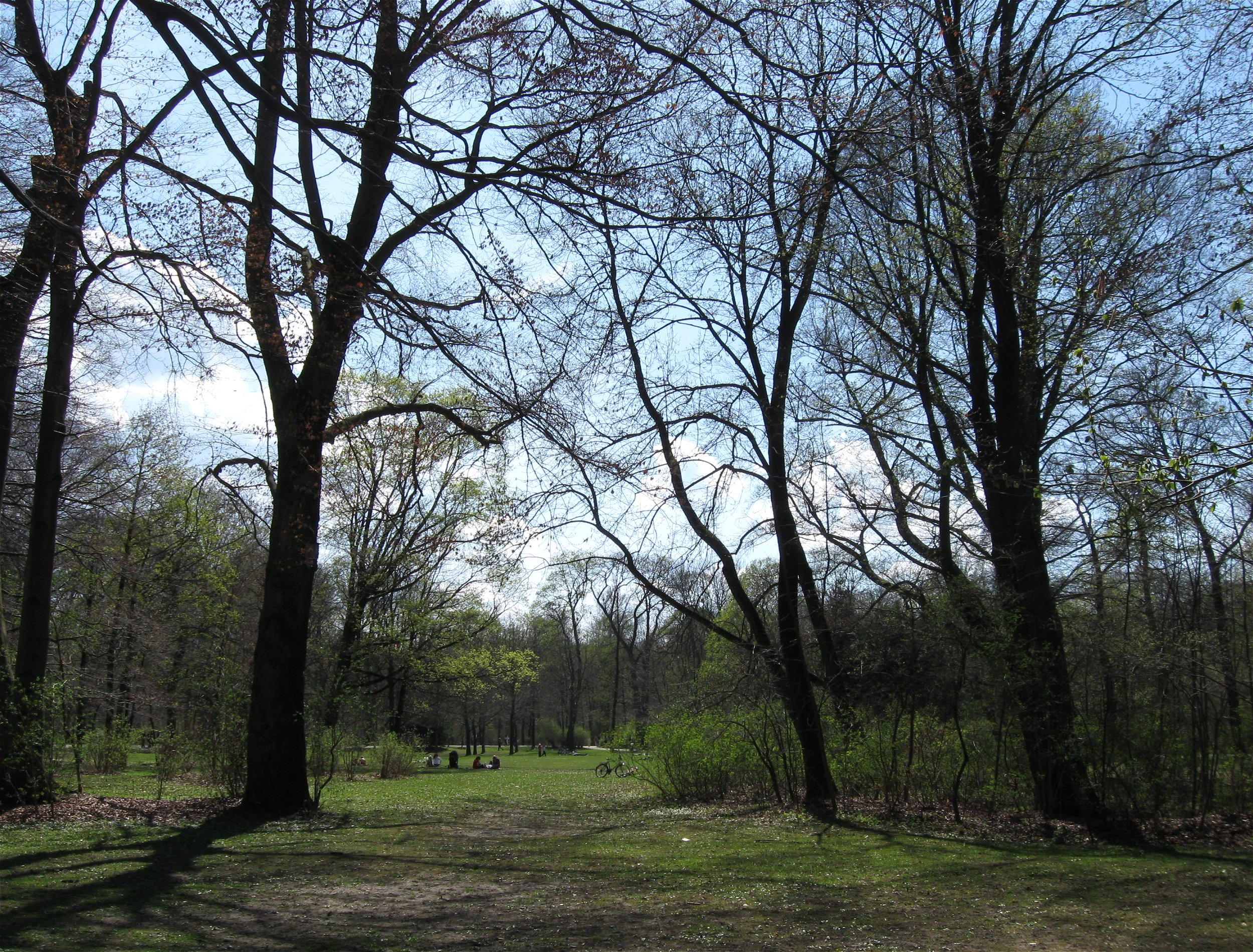
Englischer Garten
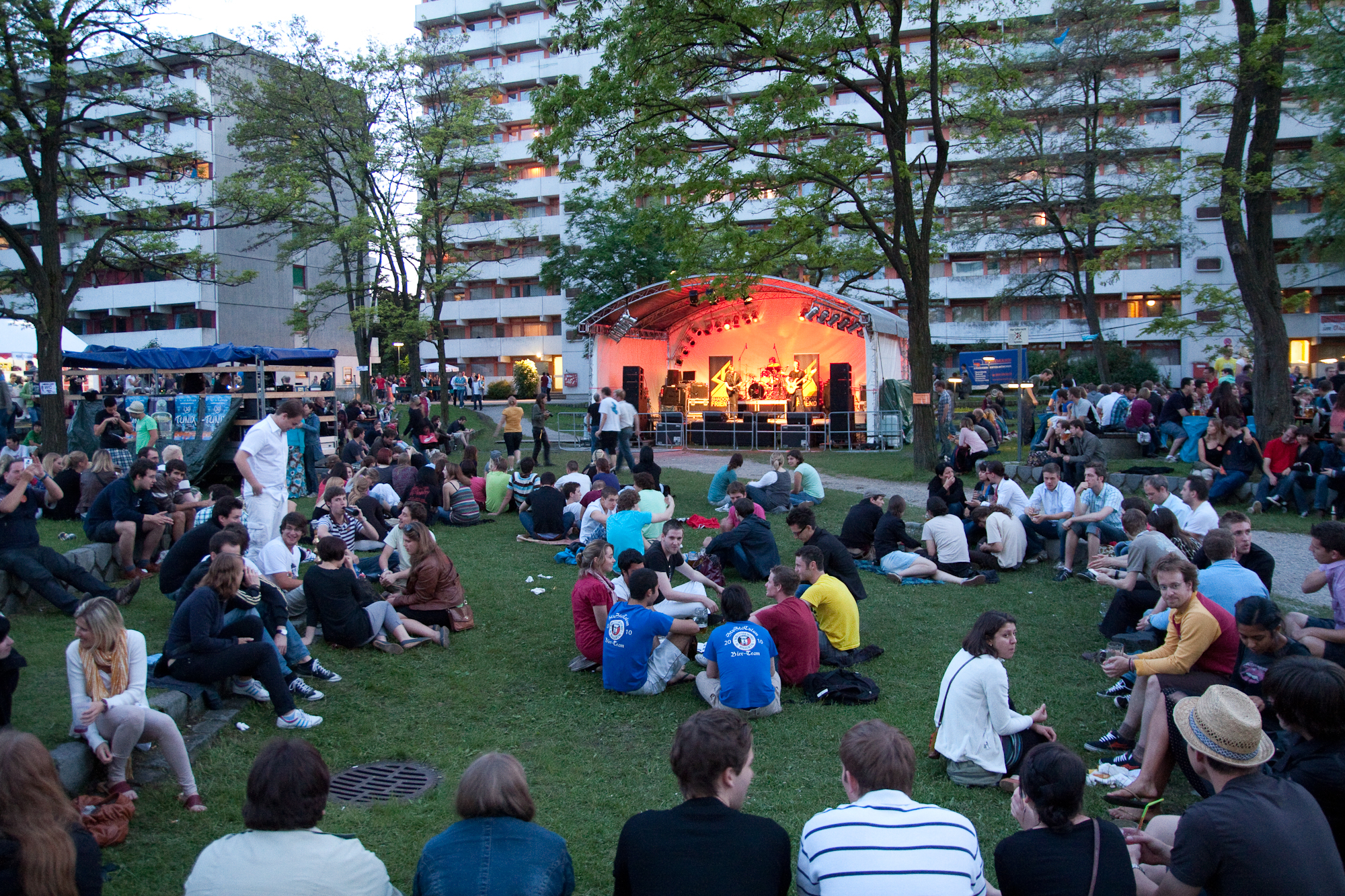
Studentenstadt
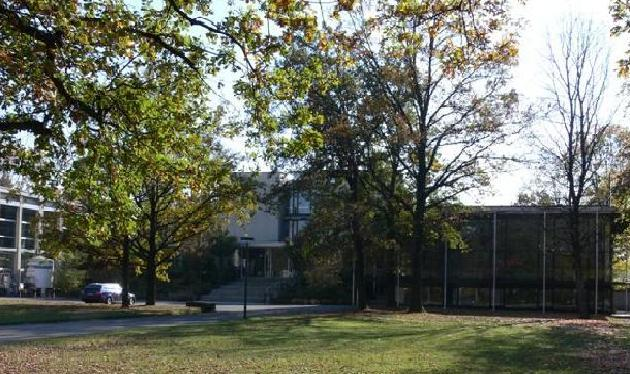
Max-Planck-Institut für Physik
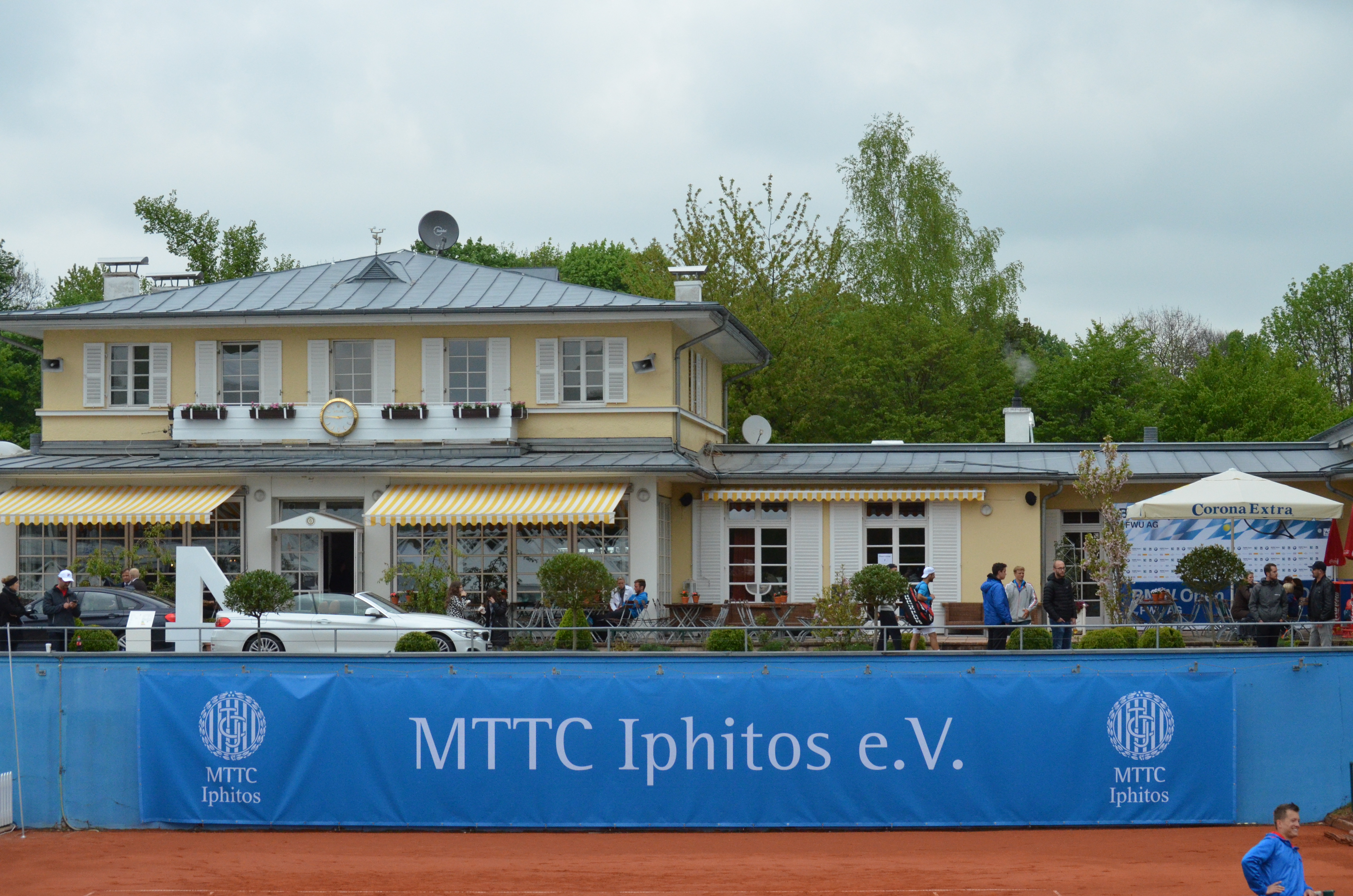
MTTC Iphitos
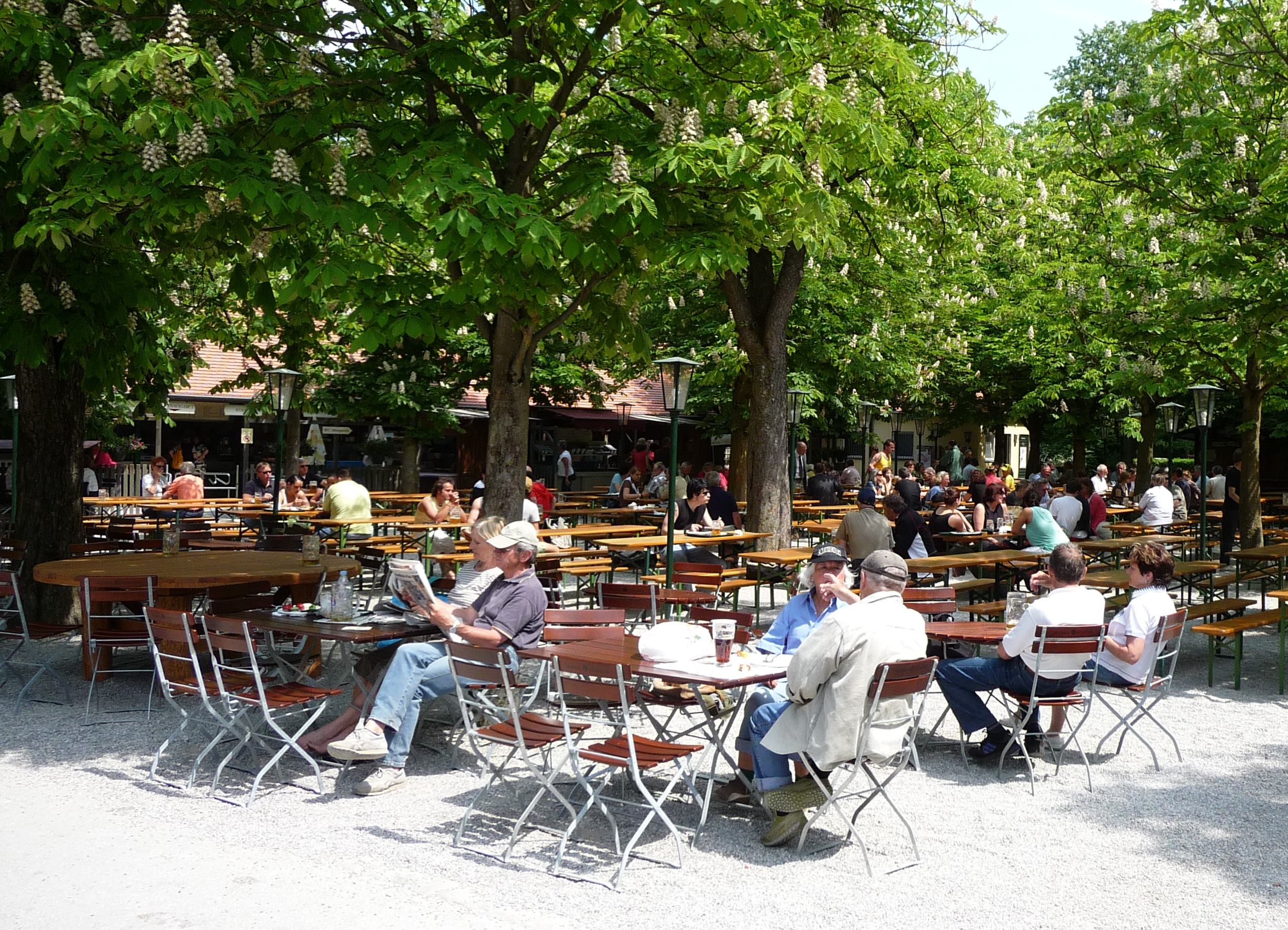
Aumeister
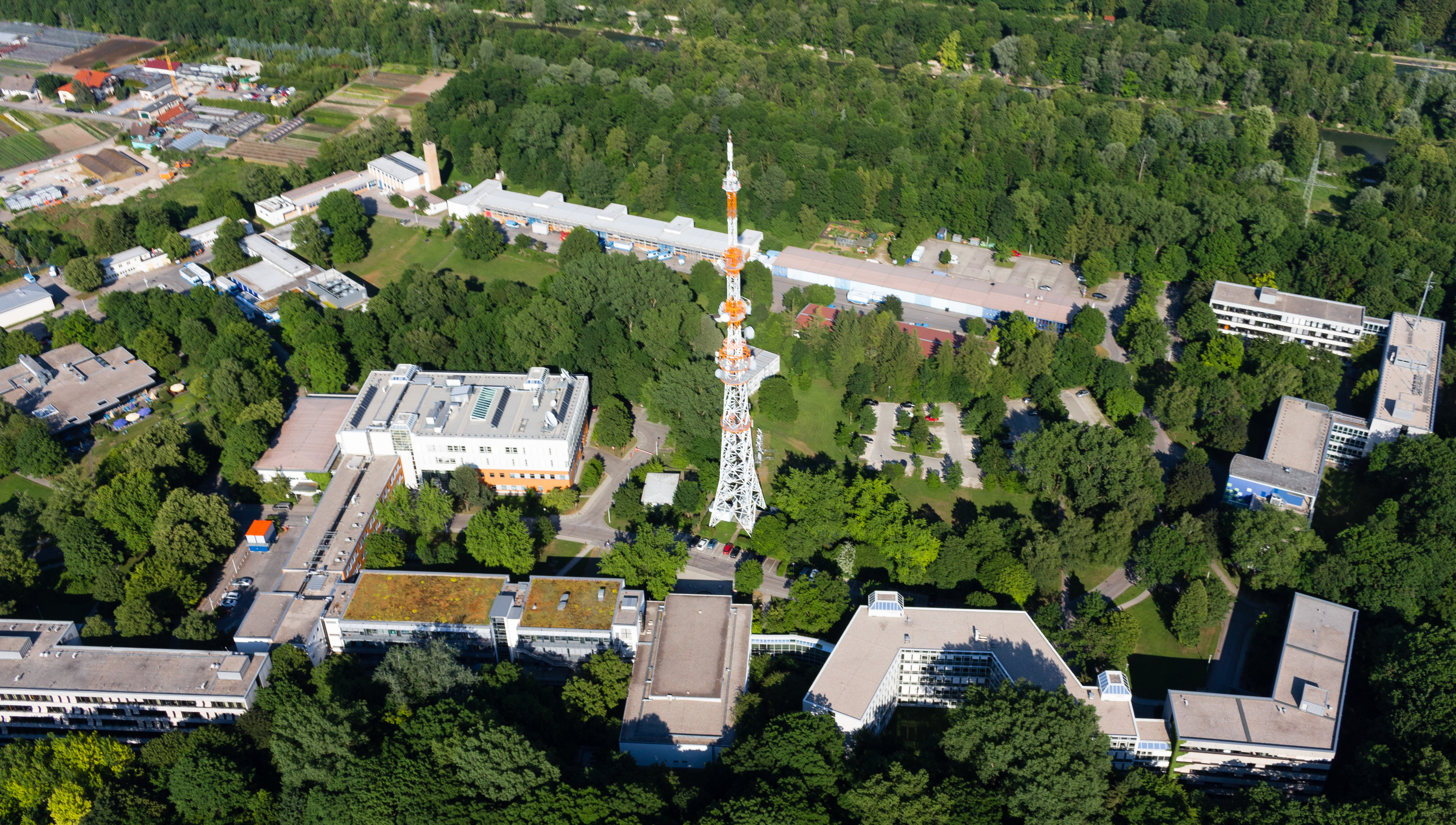
Bayerischer Rundfunk